# 斎藤長三 (政治家)
斎藤 長三（さいとう ちょうぞう）は戦前新潟県の政治家。佐渡郡両津町長、新潟県会議員、二宮村長。号は無散香史。自宅で斎藤活版印刷所を経営しながら、長年自由党・立憲政友会傘下で活動した。

## 生涯

### 出版業の開始

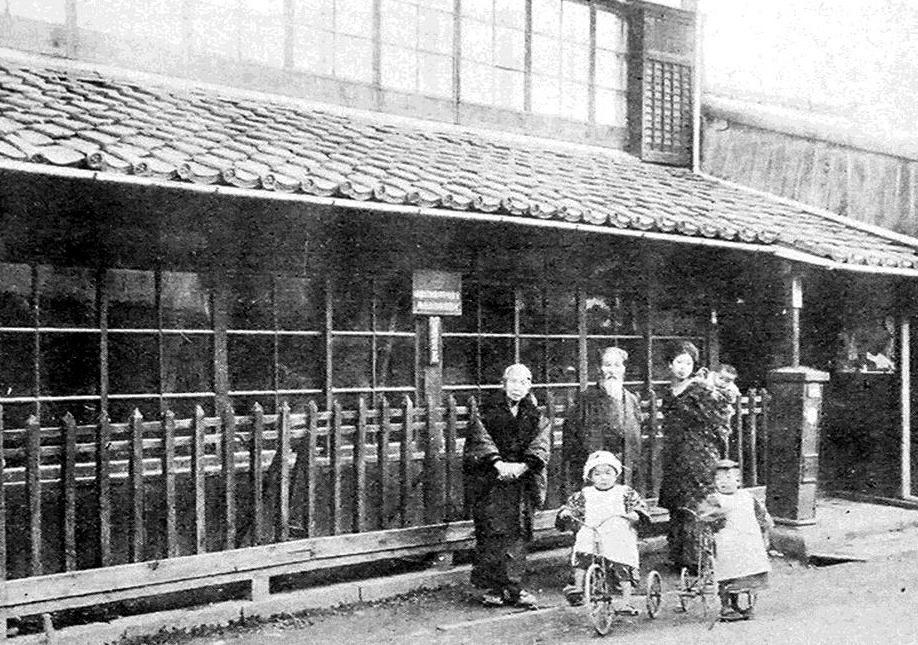
斎藤活版所

慶応2年（1866年）1月26日佐渡国雑太郡石田村に生まれた。幼名は長蔵、後に長三。明治5年（1872年）寺子屋で石塚甚吾・東平兄弟に学び、1874年（明治7年）3月常念寺に開設された河原田郷学校に入学した。
1879年（明治12年）12月河原田小学校下等全科を修業し、1880年（明治13年）3月15日富田新右衛門方に奉公に出たが、先輩番頭と対立し、8月10日無断で帰宅した。9月石田村戸長近藤吉左衛門により役場筆生に採用されるも、すぐに退職し、同月東平等による私立幹和夜学校に入学した。
1883年（明治16年）12月3日徴兵回避のため戸主となり、父伝十郎が鍛冶町の自宅で創業した斎藤活版印刷所を引き継いだ。
1887年（明治20年）10月21日東平等の直率会・汲古舎を基に養気会を創立し、11月『北溟雑誌』、1890年（明治23年）6月『養気会誌』を創刊した。

### 自由党時代
1888年（明治21年）11月官衙移転期成同盟会参議格となり、長年の懸案だった佐渡郡役所の河原田移転を求める署名を集め、1889年（明治22年）遠藤森造と上京して内務省に請願するも、却下された。同年3月自由党に入党した。
1892年（明治25年）7月『養気会誌』を『北斗』と改題し、8月内務省に学術雑誌の認可を受けたが、1893年（明治26年）11月22日政治記事を掲載したとして出版法で発行停止となった。
1893年（明治26年）4月30日自由党員による佐渡自由倶楽部結成、7月1日佐渡義会創立に参加し、共に幹事となった。1894年（明治27年）4月日清戦争に備えて国権党中山小四郎・立憲改進党島倉祐次郎と佐渡警備隊設置を請願したが、自然消滅した。
1900年（明治33年）4月11日旧自由党員で佐渡自由倶楽部を設立し、通信担当者を引き受けた。

### 立憲政友会時代

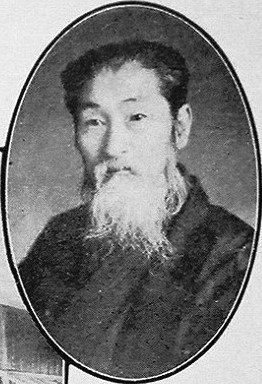
二宮村長時代

1900年（明治33年）立憲政友会が創立され、12月新潟支部設立と共に加入した。同年12月中央共催合資会社佐渡代理店となった。
1914年（大正3年）8月14日佐渡倶楽部が立憲政友会佐渡倶楽部に改組し、幹事となった。1915年（大正4年）11月病気で若杉病院に入院し、1916年（大正5年）東京の病院で胃癌と宣告された。
1917年（大正6年）4月20日第13回衆議院議員総選挙で農政革新会に山本悌二郎応援資金を供与したとして拘引されたが、立件されなかった。11月金沢女学校組合会議員。1920年（大正9年）5月有隣生命保険会社代理店となった。同年末頃から本間一松・野沢卯市・本間金五郎等と上京して国有佐渡鉄道敷設を請願したが、実現しなかった。
1923年（大正12年）5月佐渡新聞社理事嘱託となり、同月満州・朝鮮を視察旅行した。1924年（大正13年）12月29日東京写真時報社佐渡支局となった。
1930年（昭和5年）4月佐渡郡観光自動車株式会社社長、1931年（昭和6年）6月24日佐渡郡木炭同業組合長に選ばれた。
1935年（昭和10年）9月の第22回新潟県会議員選挙で二見村・沢根町・水津村・内海府村・外海府村・高千村・金泉村幹部に選挙費用を交付したとして、10月8日相川警察署に拘留され、11月26日二宮村長を辞職し、1937年（昭和12年）4月15日から6月17日まで新潟刑務所に収容された。
1936年（昭和11年）1月11日自宅が全焼し、斎藤活版印刷所を廃業した。
1939年（昭和14年）5月5日佐渡政友倶楽部が総裁制から会長制に代わり、初代会長に選ばれたが、1940年（昭和15年）8月9日本部解党に伴い解散した。同年10月『佐渡政党史』編纂を発意し、永木千代治著『新潟県政党史』を参考に『佐渡政党史稿』を著したが、旧立憲民政党員野沢卯市に政友会偏重と批判され、出版できないまま、1944年（昭和19年）12月29日に死去し、河原田町談議所に葬られた。法名は政徳院北涯蝶叟居士。

## 公職歴
- 1892年（明治25年）3月 二宮村会議員[2]
- 1897年（明治30年）1月 佐渡郡会議員（第6区）[22]
- 1898年（明治31年）10月 佐渡郡参事会員[2]
- 1903年（明治36年）11月 両津町長[2]（星野和三次の依頼）[21]
- 1911年（明治44年）7月 二宮村会議員（2級）[23]
- 1911年（明治44年）9月30日 佐渡郡会議員（第5区）[24]
- 1913年（大正2年）2月 佐渡郡会議員[2]
- 1914年（大正3年）7月 二宮村会議員[2]
- 1915年（大正4年）9月25日 新潟県会議員（立憲政友会）[25]
- 1918年（大正7年）7月 二宮村会議員（2級）[23]
- 1918年（大正7年）12月3日 新潟県参事会員[2]
- 1922年（大正11年）7月2日 二宮村会議員[2]
- 1925年（大正14年）11月9日 二宮村長[26]・佐渡郡町村長会長[27]
- 1926年（大正15年）6月9日 二宮村長[26]
- 1928年（昭和3年）6月27日 二宮村長[26]
- 1932年（昭和7年）7月22日 二宮村長[2]

## 家族
- 父：斎藤伝十郎
- 母：マキ[2]

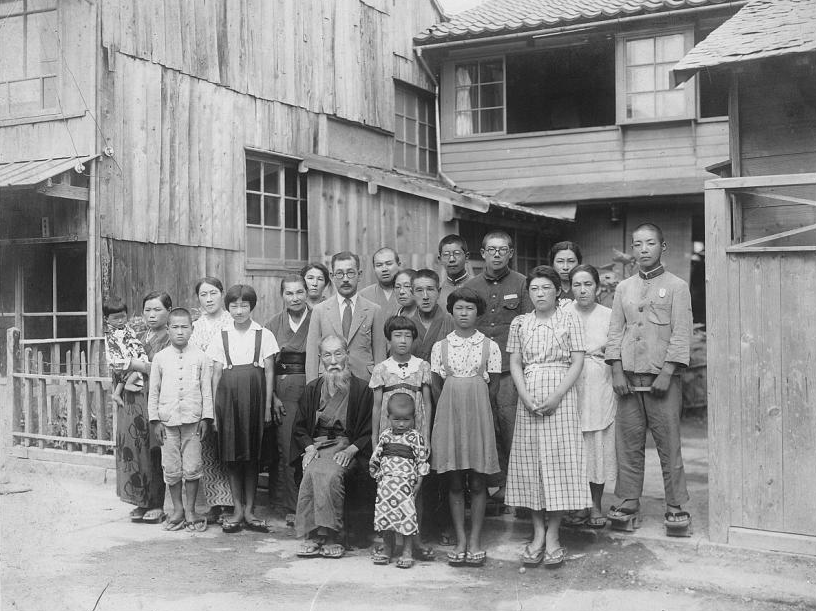
1942年（昭和17年）満州男葬儀

- 舎弟：斎藤松三 – 満州で新聞に関わった[28]。
- 長男：斎藤伝財門 - 山本悌二郎の斡旋で[29]南満州鉄道牡丹港鉄路局（中国語版）に勤務し[30]、戦後鍛冶町に帰郷した[31]。
- 次男：斎藤一雄 - 文芸誌『拍車』を発行した。1931年（昭和6年）1月19日22歳で死去[31]。
- 孫：斎藤満州男
- 孫：斎藤恵美子 - 伝財門長女[31]。
- 養孫：斎藤良二郎 - 小木町堂釜金子家出身。恵美子と結婚。新潟県立羽茂高等学校・相川高等学校長[31]。
- 曽孫：斎藤文夫 - 良二郎長男。千葉県在住。教師[31]。